# Ryssland i olympiska vinterspelen 2014
Ryssland deltog i de olympiska vinterspelen 2014 i Sotji, Ryssland, med en trupp på 232 atleter fördelat på 15 sporter. Fanbärare av den ryska truppen på invigningen i Sotjis Olympiastadion var bobåkaren Aleksandr Zubkov.

## Medaljörer
| Valör  | Namn | Gren                                                 | Datum       |
| ------ | --- | ---------------------------------------------------- | ----------- |
| Guld   | Jevgenij Plusjenko Julia Lipnitskaja Tatiana Volosozhar / Maxim Trankov Ksenija Stolbova / Fjodor Klimov Jekaterina Bobrova / Dmitrij Solovjev Elena Iljinych / Nikita Katsalapov | Lagtävling i konståkning                             | 9 februari  |
| Guld   | Tatiana Volosozhar / Maxim Trankov | Paråkning i konståkning                              | 12 februari |
| Guld   | Viktor Ahn | Herrarnas 1 000 meter i short track                  | 15 februari |
| Guld   | Aleksandr Tretiakov | Herrarnas skeleton                                   | 15 februari |
| Guld   | Aleksandr Zubkov Aleksej Vojevoda | Herrarnas tvåmanna i bob                             | 17 februari |
| Guld   | Vic Wild | Herrarnas parallellstorslalom i snowboard            | 19 februari |
| Guld   | Adelina Sotnikova | Damernas singelåkning i konståkning                  | 20 februari |
| Guld   | Viktor Ahn | Herrarnas 500 meter i short track                    | 21 februari |
| Guld   | Viktor Ahn Semjon Jelistratov Vladimir Grigorjev Ruslan Zacharov | Herrarnas stafett i short track                      | 21 februari |
| Guld   | Vic Wild | Herrarnas parallellslalom i snowboard                | 22 februari |
| Guld   | Alexej Volkov Jevgenij Ustjugov Dmitrij Malysjko Anton Sjipulin | Herrarnas stafett i skidskytte                       | 22 februari |
| Guld   | Aleksandr Legkov | Herrarnas 50 kilometer i längdskidåkning             | 23 februari |
| Guld   | Aleksandr Zubkov Dmitrij Trunenkov Aleksej Negodajlo Aleksej Vojevoda | Herrarnas fyrmanna i bob                             | 23 februari |
| Silver | Olga Viluchina | Damernas sprint i skidskytte                         | 9 februari  |
| Silver | Albert Demtjenko | Herrarnas singel i rodel                             | 9 februari  |
| Silver | Olga Fatkulina | Damernas 500 meter i hastighetsåkning på skridskor   | 11 februari |
| Silver | Ksenija Stolbova / Fjodor Klimov | Paråkning i konståkning                              | 12 februari |
| Silver | Tatjana Ivanova Albert Demtjenko Alexandr Denisjev / Vladislav Antonov | Mixat lag i rodel                                    | 13 februari |
| Silver | Vladimir Grigorjev | Herrarnas 1 000 meter i short track                  | 15 februari |
| Silver | Aleksandr Bessmertnych Aleksandr Legkov Maksim Vylegzjanin Dmitrij Japarov | Herrarnas stafett i längdskidåkning                  | 16 februari |
| Silver | Nikolaj Oljunin | Herrarnas boardercross i snowboard                   | 18 februari |
| Silver | Maksim Vylegzjanin Nikita Krjukov | Herrarnas sprintstafett i längdskidåkning            | 19 februari |
| Silver | Jana Romanova Olga Zajtseva Jekaterina Sjumilova Olga Viluchina | Damernas stafett i skidskytte                        | 21 februari |
| Silver | Maksim Vylegzjanin | Herrarnas 50 kilometer i längdskidåkning             | 23 februari |
| Brons  | Olga Graf | Damernas 3 000 meter i hastighetsåkning på skridskor | 9 februari  |
| Brons  | Viktor Ahn | Herrarnas 1 500 meter i short track                  | 10 februari |
| Brons  | Aleksandr Smysjljajev | Herrarnas puckelpist i freestyle                     | 10 februari |
| Brons  | Jevgenij Garanitjev | Herrarnas distanslopp i skidskytte                   | 13 februari |
| Brons  | Jelena Nikitina | Damernas skeleton                                    | 14 februari |
| Brons  | Elena Ilinykh Nikita Katsalapov | Isdans i konståknin                                  | 17 februari |
| Brons  | Alena Zavarzina | Damernas parallellstorslalom i snowboard             | 19 februari |
| Brons  | Olga Graf Jekaterina Lobysjeva Jekaterina Sjichova Julija Skokova | Damernas lagtempo i hastighetsåkning på skridskor    | 22 februari |
| Brons  | Ilja Tjernousov | Herrarnas 50 kilometer i längdskidåkning             | 23 februari |